# Sraturejo
Sraturejo is een bestuurslaag in het regentschap Bojonegoro van de provincie Oost-Java, Indonesië. Sraturejo telt 4231 inwoners (volkstelling 2010).